# 松井充
松井 充 (まつい みつる、Mitsuru Matsui) は、日本の暗号研究者で三菱電機株式会社の三菱電機情報技術総合研究所情報セキュリティ技術部長。

## 人物
1990年にエラー訂正コードの研究中にBihamとアディ・シャミア(A.Shamir:RSA暗号の提案者の1人)の差分解読法の論文に触発され、線形解読法を開発し、1993年に発表した。差分解読法と線形解読法はブロック暗号の解読において最も有効な一般的手法である。
翌年の暗号と情報セキュリティシンポジウムで、松井は12台のワークステーションを50日間動かして（平文と暗号文との組を生成して）行ったDESの実験的解読を発表した。
MISTY-1およびMISTY-2の開発者、CamelliaおよびKASUMIの共同開発者の一人でもある。

## 略歴
略歴を示す。
- 1985年 - 京都大学理学部卒業
- 1987年 - 京都大学大学院理学研究科数学専攻修士課程卒業
- 1987年 - 三菱電機株式会社入社。符号理論、暗号理論の研究開発に従事
- 1994年 - 米国標準暗号（当時）DESの世界初の解読実験に成功
- 1995年 - ブロック暗号アルゴリズムMISTY発表
- 1999年 - 欧州にて第三世代携帯電話（W-CDMA）の標準暗号設計に従事
- 2003年 - 第35回市村産業賞　本賞受賞
- 2004年 - 平成16年度発明協会　全国発明表彰　恩賜発明賞受賞
- 現在 - 三菱電機情報技術総合研究所情報セキュリティ技術部長

## 典拠
1. ↑  “T20 : 暗号アルゴリズムの最新動向 : 安全性と実装性の現状と課題”. www.nic.ad.jp.   Internet Week 2006. 2021年11月16日閲覧。